# سد سهلة

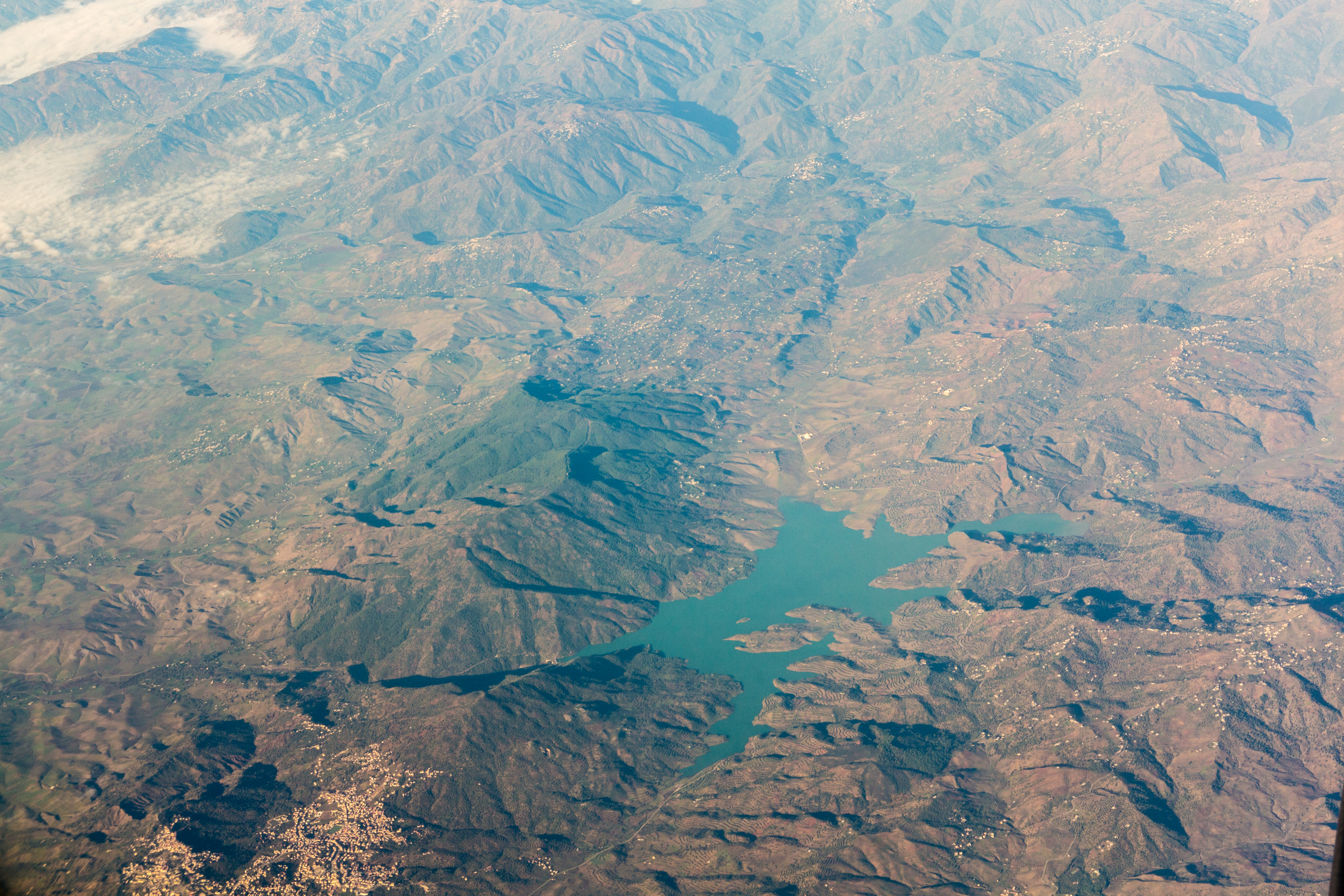
سد سهلة و تاونات - صورة من الجو (2014)

سد سهلة هو أحد السدود المائية على واد سهلة شمال المملكة المغربية. يتواجد سد سهلة شمال مدينة فاس بإقليم تاونات (جماعة غفساي) و يضم حقينة مائية ب 220.000 متر مكعب.